# Funda Oru
Funda Oru, née le 10 juillet 1985 à Heusden-Zolder, est une femme politique belge, membre de Vooruit.

## Biographie

### Formation
Funda Oru est d'origine turque. Elle étudie les sciences politiques à l'Vrije Universiteit Brussel.

### Carrière politique
Funda Oru est vice-présidente de Vooruit en 2019,.
Aux élections législatives fédérales de 2024, elle est élue à la Chambre des Représentants.